# Эккерт, Синтия
Синтия «Синди» Эккерт (англ. Cynthia "Cindy" Eckert; род. 27 октября 1965, Эванстон, Иллинойс), в замужестве Рашер (англ. Rusher) — американская гребчиха, выступавшая за сборную США по академической гребле в конце 1980-х — начале 1990-х годов. Серебряная призёрка летних Олимпийских игр в Барселоне, обладательница двух серебряных медалей чемпионатов мира, победительница многих регат национального и международного значения.

## Биография
Синтия Эккерт родилась 27 октября 1965 года в городе Эванстон, штат Иллинойс. После школы поступила в Висконсинский университет, где получила степень в области физиотерапии.
Во время учёбы состояла в университетской команде по академической гребле, регулярно принимала участие в различных студенческих регатах, в частности в 1986 году в восьмёрках выиграла чемпионат Национальной ассоциации студенческого спорта.
Дебютировала на взрослом международном уровне в сезоне 1986 года, когда вошла в основной состав американской национальной сборной и выступила на чемпионате мира в Ноттингеме, где в зачёте распашных рулевых восьмёрок заняла четвёртое место.
В 1987 году на мировом первенстве в Копенгагене показала пятый результат в рулевых четвёрках.
Благодаря череде удачных выступлений удостоилась права защищать честь страны на летних Олимпийских играх 1988 года в Сеуле. Стартовала здесь в программе рулевых четвёрок, но попасть в число призёров не смогла — в главном финале пришла к финишу пятой.
После сеульской Олимпиады Эккерт осталась в составе гребной команды США на ещё один олимпийский цикл и продолжила принимать участие в крупнейших международных регатах. Так, в 1990 году она побывала на мировом первенстве в Тасмании, откуда привезла награду серебряного достоинства, выигранную в восьмёрках — пропустила вперёд только экипаж из Румынии. Также стартовала здесь в безрульных четвёрках, но заняла лишь пятое место.
На чемпионате мира 1991 года в Вене выиграла серебряную медаль в программе безрульных четвёрок, уступив в финале только канадским спортсменкам.
Находясь в числе лидеров американской национальной сборной, благополучно прошла отбор на Олимпийские игры 1992 года в Барселоне. На сей раз в составе экипажа, куда также вошли гребчихи Шела Донохью, Кэрол Фини и Эми Фуллер, финишировала в финале безрульных четвёрок на второй позиции позади команды из Канады — тем самым завоевала серебряную олимпийскую медаль.
Впоследствии вышла замуж за известного американского гребца Джека Рашера, так же участвовавшего в Олимпийских играх 1988 и 1992 годов. По завершении спортивной карьеры вместе с семьёй переехала на постоянное жительство в Чикаго, работала тренером по гребле в старшей школе New Trier High School.